# Hannoversche Beteiligungsgesellschaft
Die Hannoversche Beteiligungsgesellschaft Niedersachsen mit beschränkter Haftung (vor dem 1. August 2014: Hannoversche Beteiligungsgesellschaft mit beschränkter Haftung) ist eine im Jahr 1986 gegründete Beteiligungsgesellschaft des Bundeslandes Niedersachsen, die im Regelfall Beteiligungen an niedersächsischen Unternehmen hält.
Die Gesellschaft hat ihren Sitz in Hannover (von 2011 bis 2014 in Groß Berßen) und hat ein Stammkapital von 315.978.000 Euro. Alle Anteile werden vom Land Niedersachsen, vertreten durch das Niedersächsische Finanzministerium, gehalten. Der Jahresüberschuss 2019 belief sich auf 216 Millionen Euro, nachdem in den drei vorhergehenden Jahren hohe Verluste angefallen waren (2018:  −711 Mio., 2017: −367 Mio., 2016: −690 Mio. Euro). Laut Geschäftsbericht für das Jahr 2019 war das Ergebnis von einer im Vergleich zum Vorjahr um 53 Mio. Euro höher ausgefallenen Dividende der Volkswagen AG in Höhe von 283 Mio. geprägt.
Ihre Geschäftsführer sind Thomas Brase und Ulrich Böckmann.

## Wichtige Beteiligungen
Mit Stand Februar 2018 gibt es unter anderem folgende Beteiligungen:
| Beteiligung                                                                          | Stamm-/Grundkapital | Anteil                 |
| ------------------------------------------------------------------------------------ | ------------------- | ---------------------- |
| Deutsche Messe AG, Hannover                                                          | 77.000.000 €        | 50,0 %                 |
| Eisenbahnen und Verkehrsbetriebe Elbe-Weser GmbH                                     | 14.297.696 €        | 59,45 %                |
| Flughafen Hannover-Langenhagen GmbH                                                  | 30.700.000 €        | 35,0 %                 |
| Galintis GmbH & Co. KG                                                               | 13.444.663 €        | 22,7 %                 |
| Niedersächsische Gesellschaft zur Endablagerung von Sonderabfall mbH, Hannover (NGS) | 1.200.000 €         | 36,7 %                 |
| Salzgitter AG, Salzgitter                                                            | 161.615.273 €       | 26,5 %                 |
| Volkswagen AG, Wolfsburg                                                             | 1.283.315.873 €     | 20,0 % der Stammaktien |
| Norddeutsche Landesbank Girozentrale, Hannover, Braunschweig und Magdeburg           | 226.249.000 €       | 8,0 %                  |

Die HanBG ist mit 11,7 v.H. am Grundkapital und mit 20 % an den stimmberechtigten Stammaktien der Volkswagen AG beteiligt.